# Stazione di Ponte Schiavo
La stazione di Ponte Schiavo è una fermata ferroviaria posta sulla linea Messina-Siracusa. Serve la località di Ponte Schiavo, frazione del comune di Messina.

## Storia
La fermata di Ponte Schiavo venne istituita, costruendo un semplice marciapiedi accanto al binario, in corrispondenza del ponte ferroviario in ferro che scavalcava la strada comunale di accesso alla frazione messinese, servita fino al 1951 anche dalla Tranvia Messina-Giampilieri. La fermata venne soppressa nell'estate del 1980 in conseguenza dei lavori di costruzione del doppio binario.
La fermata di Ponte Schiavo venne ricostruita integralmente, con caratteristiche del tutto differenti, in prossimità dello stesso sito e attivata il 14 dicembre 2008.

## Movimento
Vi avevano fermata i treni in servizio locale; nell'orario ferroviario del 1938 risultava la fermata di 9 treni accelerati o leggeri provenienti da Messina Centrale e, in senso inverso, di 4 treni provenienti da Catania e di 3 treni da Taormina-Giardini. L'offerta di servizi giornaliera era ancora disponibile nell'orario ferroviario invernale del 1975.
Dal 2010 lungo la tratta della ferrovia Messina-Catania-Siracusa è svolto un servizio ferroviario suburbano con corse che servono le stazioni di Fiumara Gazzi, Contesse, Tremestieri, Mili Marina, Galati, Ponte Santo Stefano, Ponte Schiavo, San Paolo e Giampilieri.